# سان ایسیدرو پارتیدو
سان ایسیدرو پارتیدو (به اسپانیایی: Partido de San Isidro) یک منطقهٔ مسکونی در آرژانتین است که در استان بوئنوس آیرس واقع شده‌است. سان ایسیدرو پارتیدو ۵۱٫۴۴ کیلومتر مربع مساحت و ۲۹۱٬۶۰۸ نفر جمعیت دارد.